# Karolina Karlsson
Karolina Karlsson, född i Vingåker 27 maj 1966, är en svensk tidigare professionell tennisspelare.

## Biografi
Karlsson representerade svenska Federation Cup-laget 1985. Hon spelade dubbel tillsammans med Carina Karlsson i en match där de spekade oavgjort mot Sydkorea. 
Karlsson nådde som bäst en singelrankning på 136 i världen och gjorde sin bästa WTA Tour-placering när hon nådde kvartsfinalen på Swedish Open Båstad 1987. På vägen dit slog hon bland annat sjätteseedade Patricia Tarabini.   
Hon har ett SM-guld i dubbel tillsammans med Carina Karlsson.   